# Декстер: Воскресіння
Декстер: Воскресіння (англ. Dexter: Resurrection) — американський кримінально-драматичний телесеріал-містерія, розроблений Клайдом Філліпсом. Це продовження серіалу «Декстер: Нова кров» та «Декстер», у якому Майкл Голл знову грає роль Декстера Моргана разом з Умою Турман, Джеком Олкоттом, Девідом Заясом, Нтаре Гумою Мбахо Мвайне, Кадією Сараф, Домініком Фумусою, Емілією Суарес, Джеймсом Ремаром та Пітером Дінклейджем. Прем'єра відбулася на Paramount+ разом із Showtime 11 липня 2025 року.

## Сюжет
Через кілька тижнів після «Нової крові» Декстер Морган, який дивом оговтався від майже смертельного вогнепального поранення, переслідує зниклого Гаррісона до Нью-Йорка, де капітан Енджел Батіста з Маямі гаряче переслідує їх.

## Акторський склад

### Головний
- Майкл Голл у ролі Декстера Моргана
- Ума Турман в ролі Чарлі
- Джек Олкотт[en] в ролі Гаррісона Моргана
- Девід Заяс — Енджел Батіста[en]
- Нтаре Гума Мбахо Мвіне[en] в ролі Блесінга Камари
- Кадія Сараф[de] — детектив Клодетт Воллес
- Домінік Фумуса[en] — детектив Мелвін Оліва
- Емілія Суарес[de] — Ельза Рівера
- Джеймс Ремар в ролі Гаррі Моргана[en]
- Пітер Дінклейдж — Леон Пратер

### Повторюваний
- Девід Магідофф[en] у ролі Тедді Ріда
- Крістен Ріттер у ролі Мії Лап'єр / Леді Помсти
- Стів Ширріпа[en] у ролі Вінні

### Відомі запрошені зірки
- Джон Літгоу в ролі Артура Мітчелла/Трініті Кіллер[en]
- Ерік Кінг[en] в ролі Джеймса Доукса[en]
- Джиммі Смітс[en] в ролі Мігеля Прадо
- Марк Менчака[en] в ролі Реда
- Різ Антуанетта в ролі Джой
- К. С. Лі[en] в ролі Вінса Масуки[en][8]
- Десмонд Харрінгтон[en] в ролі Джої Квінна[en][9][8]
- Ніл Патрік Гарріс в ролі Лоуелла / Колекціонера татуювань
- Ерік Стоунстріт в ролі Ела / Рапунцель
- Девід Дастмалчян в ролі Гарета / Вбивці-близнюка

## Episodes
| № серії | Назва серії                             | Режисер(и)     | Сценарист(и)                          | Оригінальна дата показу |
| --- | --------------------------------------- | -------------- | ------------------------------------- | ----------------------- |
| 1 | «Шаблон:Серце б’ється…»                 | Маркос Сієга   | Клайд Філліпс і Скотт Рейнольдс       | 11 липня 2025           |
| Зараз Гаррісон Морган живе в Нью-Йорку та працює швейцаром у готелі «Емпайр». Піддаючись власним темним бажанням, він вбиває Раяна Фостера, сексуального хижака, який намагався зґвалтувати п'яну Шону, гостю, яка відвідувала медичну конференцію в готелі. Декстер, переживши стрілянину, перебуває в комі протягом десяти тижнів, протягом яких різні обличчя з його минулого підштовхують його до життя. Поки Декстер проходить фізіотерапію для одужання, його відвідують Тедді Рід та Енджел Батіста. Вони розповідають, що Анджела, дізнавшись, що Логан стріляв у Декстера у його камері, відмовилася від своїх звинувачень у тому, що він був м'ясником із Бей-Харбор, написавши записку, в якій вона натякала, що зробила це, щоб віддячити Декстеру за розкриття вбивства її подруги Айріс. Вбивство Метта Колдуелла приписують його батькові, серійному вбивці, тоді як убивство Логана визнали самообороною. Однак, Енджел тепер підозрює провину свого колишнього найкращого друга у справі М'ясника з Бей-Харбор і домагається офіційного оголошення Декстера живим. Дізнавшись про вбивство, скоєне Гаррісоном, Декстер, все ще у ослабленому фізичному стані, тікає з лікарні на пошуки сина.                             |                                         |                |                                       |                         |
| 2 | «Шаблон:Фотонепроникність»              | Маркос Сієга   | Скотт Бак                             | 11 липня 2025           |
| Декстер досліджує місце злочину та прибирає сліди крові, які Гаррісон пропустив. Декстера закликає його Темний Пасажир в особі Гаррі направити сина, але він не хоче перевертати життя Гаррісона з ніг на голову, воліючи захищати його на відстані. Відновивши свою справжню особу, Декстер орендує квартиру та купує машину, облаштовуючись у Нью-Йорку. Декстер зустрічає водія райдшерингу Urcar на ім'я Блессінг Камара та заводить з ним дружбу. Під час розмови з Блессінг він дізнається про серійного вбивцю на ім'я Темний Пасажир, який переслідує водіїв райдшерингу. Декстер ідентифікує вбивцю як Рональда «Реда» Шмідта, але вирішує врятувати життя наступної жертви Реда, а не отримати вбивство, що відрізняється від того, як Декстер діяв раніше, оскільки тепер він піклується про інших людей. Після зникнення Декстера, Енджел намагається знайти його за допомогою Тедді. Переслідуваний своїми вбивствами, Гаррісон продає вантажівку Декстера, яка йому досі належить. |                                         |                |                                       |                         |
| 3 | «Шаблон:Водій на пасажирському сидінні» | Моніка Реймунд | Нік Заяс                              | 18 липня 2025           |
| Робота Декстера водієм райдшерингу в Urcar починається невдало, але Блессинг допомагає йому виправити ситуацію. Декстер проходить сеанс акупунктури разом з дочкою Блессінга, Джой, що відновлює його сили, поки він отримує нові інструменти для вбивства з Інтернету. Енджел дізнається від Тедді, що Декстер у Нью-Йорку, і оголошує Джої Квінну та Вінсу Масуці, що він йде на пенсію з поліції, щоб займатися переслідуванням когось. Гаррісон продовжує зближуватися зі своєю колегою Ельзою, але стає головним підозрюваним у вбивстві Фостера. Замість того, щоб зізнатися, Гаррісон розповідає, що він ховався у порожніх кімнатах, маючи за алібі допомогу Ельзи. Декстер успішно влаштовує пастку для Реда, виставивши себе наступною жертвою Темного Пасажира, і дізнається, що Ред озлоблений через те, що його батько-водій таксі втратив роботу та покінчив життя самогубством через спільні поїздки. Перш ніж Декстер убиває його та спалює тіло, Ред зізнається, що його запросили на вечерю для серійних убивць, на яку Декстер вирішує піти замість Реда. |                                         |                |                                       |                         |
| 4 | «Шаблон:Називайте мене Редом»           | Моніка Реймунд | Александра Франклін і Марк Мушинський | 25 липня 2025           |
| Видаючи себе за Реда, Декстер зустрічає Леона Пратера, венчурного капіталіста, який керує таємним товариством серійних убивць і має велику колекцію трофеїв, присвячену сумнозвісним серійним убивцям, включаючи Артура Мітчелла, Браяна Мозера та самого Декстера. Декстер відчуває тяжіння до групи, зближуючись з Мією Лап'єр, серійною вбивцею, яка переслідує сексуальних хижаків, що уникають правосуддя після зґвалтування та вбивства її сестри. Пізніше Декстер вбиває Лоуелла, щоб врятувати його наступну жертву. Натхненний Пратером, Декстер відновлює свою практику колекціонування трофеїв у вигляді слайдів крові. Енджел прибуває до міста і безуспішно намагається переконати Гаррісона розповісти йому, що він знає про діяльність Декстера. Дізнавшись про вбивство Фостера, Енджел пропонує свою допомогу поліції Нью-Йорка, але не розповідає їм про свої підозри щодо Гаррісона, будучи сповненим рішучості спіймати Декстера та співчуваючи Гаррісону. Гаррісон продовжує боротися з почуттям провини за вбивство Фостера, що призводить до того, що він мало не здався поліції після зустрічі з Енджелом і отримав відмову, коли спробував поцілувати Ельзу, але Декстер відкривається Гаррісону та зупиняє його. |                                         |                |                                       |                         |
| 5 | «Шаблон:Хіть до вбивства»               | Маркос Сієга   | Катріна Метьюсон і Теннер Бін         | 1 серпня 2025           |
| Декстер возз'єднується з Гаррісоном, який розповідає про полювання Батісти на Декстера та відкрито зізнається у своїй провині, але не бажає впускати батька до свого життя. Гаррісон продовжує боротися з почуттям провини за вбивство Раяна та з приводу того, що він є підозрюваним у розслідуванні. Щоб відволіктися, Декстер проводить більше часу з Мією та розглядає можливість розкрити їй правду про свою особу, а Мія пропонує співпрацювати над вбивством. Однак Декстер виявляє, що Міа така ж розбещена, як і інші серійні вбивці, на яких він полює, і націлюється на будь-кого, коли її охоплює потреба вбити. Не маючи змоги вбити Мію, не привертаючи до себе уваги, Декстер допомагає заарештувати її, коли Мія збирається вбити свою наступну жертву, і звинувачує її у вбивстві Раяна. Пратер, який дає інтерв'ю про себе, наказує Чарлі розібратися з Мією, і вона обіцяє Мії, що її перебування у в'язниці буде комфортним і коротким. Декстер нарешті відкривається синові та обіцяє більше не намагатися формувати Гаррісона під себе, і вони починають відновлювати свої стосунки. |                                         |                |                                       |                         |
| 6 | «Шаблон:Коти та миші»                   | Маркос Сієга   | Кірса Рейн                            | 8 серпня 2025           |
| Декстер і Гаррісон продовжують зближуватися та разом відвідують похорон матері Блессінґ — Пруденс. Після того, як Декстер різко відповідає йому, Блессінґ зізнається у своєму болісному минулому — він був дитиною-солдатом у Революційному Об’єднаному Фронті. Гаррісон розмірковує про вступ до Нью-Йоркського університету і, доглядаючи дитину для Ельзи, фантазує про вбивство її лендлорда Вінні, що глибоко його тривожить. Анджел ділиться з Воллесом та Олівою своїми підозрами щодо Декстера і Гаррісона, але перш ніж вони встигають розпитати Мію, Чарлі підкуповує охоронця, щоб той убив її та інсценував самогубство. Декстер стежить за Гаретом, серійним убивцею на прізвисько Близнюк, як за наступною жертвою. У квартирі Декстер знаходить Гарета й пропонує йому напій, підмішаний препаратом M99; Декстер вбиває Гарета, після чого Пратер запрошує його в поїздку разом з іншими членами групи. На місці збору, прямуючи до гелікоптера, Декстер замислюється, наскільки підозріло, що люди з кола Пратера почали гинути саме після того, як він приєднався. На подив Декстера, з’являється Гарет і сідає в гелікоптер, відкриваючи, що насправді «Близнюки» — це ідентичні брати-близнюки, обидва серійні вбивці.  |                                         |                |                                       |                         |
| 7 | «Шаблон:Виправлення курсу»              | Моніка Реймунд | Шаблон:WritingCredits                 | 15 серпня 2025          |
| 8 | «Шаблон:Кімната вбивств — місце подій»  | Моніка Реймунд | Шаблон:WritingCredits                 | 22 серпня 2025          |
| 9 | «Шаблон:Відмічений дотиком ангела»      | Маркос Сієга   | Шаблон:WritingCredits                 | 29 серпня 2025          |
| 10 | «Шаблон:І справедливість для всіх…»     | Маркос Сієга   | Шаблон:WritingCredits                 | 5 вересня 2025          |

## Виробництво

### Розробка
26 липня 2024 року на фестивалі San Diego Comic-Con під час панелі «Декстер: Первородний гріх» було анонсовано продовження серіалу «Декстер: Нова кров» під назвою «Декстер: Воскресіння». Розробником серіалу є Клайд Філліпс, який також є виконавчим продюсером і шоуранером. 7 січня 2025 року Майкл Голл, Скотт Рейнольдс, Тоні Ернандес, Ліллі Бернс та Маркос Сієга були призначені виконавчими продюсерами. Продюсерськими компаніями, що беруть участь у створенні серіалу, є Showtime Studios та Counterpart Studios. За словами Голла та Філліпса, «Воскресіння» розраховане на кілька сезонів.

### Кастинг
Після оголошення продовження серіалу було підтверджено, що Голл знову візьме на себе роль Декстера Моргана. 7 січня 2025 року Девід Заяс, Джек Олкотт та Джеймс Ремар приєдналися до акторського складу, щоб повторити свої ролі Енджела Батісти, Гаррісона Моргана та Гаррі Моргана як постійні актори серіалу. Через кілька тижнів Уму Турман взяли на постійну роль у серіалі. У лютому 2025 року Пітер Дінклейдж, Нтаре Мвайне, Кадія Сараф, Домінік Фумуса та Емілія Суарес приєдналися до акторського складу як постійні актори серіалу, тоді як Крістен Ріттер отримала повторювану роль серійної вбивці Мії/Леді Вендженс. У березні 2025 року Ніл Патрік Гарріс (грає серійного вбивцю Лоуелла / Колекціонера татуювань), Ерік Стоунстріт (грає серійного вбивцю Ела / Рапунцель) та Девід Дастмалчян (грає Гарета / Вбивцю-близнюка) отримали запрошені ролі, а Стів Ширріпа приєднався до них у повторюваній ролі. Джон Літгоу розповів в інтерв'ю, що він знову візьме на себе роль Артура Мітчелла / Трініті Кілера. Того ж місяця до акторського складу приєднався Девід Магідофф, щоб повторити свою роль Тедді Ріда у періодичній ролі. Наприкінці березня 2025 року було підтверджено, що Джиммі Смітс знову візьме на себе роль Мігеля Прадо. У квітні 2025 року Марк Менчака та Різ Антуанетта отримали гостьові ролі. 1 червня 2025 року було підтверджено, що Ерік Кінг знову візьме на себе роль Джеймса Доукса.

### Зйомки
Основні зйомки серіалу розпочалися 9 січня 2025 року в Нью-Йорку. Маркос Сієга режисує епізоди 1–2, 5–6 та 9–10, а Моніка Реймунд — епізоди 3–4 та 7–8.

## Реліз
Прем'єра серіалу «Декстер: Воскресіння» відбулася на Paramount+ разом із Showtime 11 липня 2025 року, коли вийшли перші два епізоди.

## Сприйняття

### Глядацька аудиторія
«Декстер: Воскресіння» стала найпопулярнішою прем'єрою Showtime, зібравши 3,1 мільйона глядачів по всьому світу на різних платформах протягом перших трьох днів, перевершивши рекорд «Декстера: Первородного гріха». Це на 44 % більше, ніж у «Первородному гріху» та на 76 % більше, ніж у «Декстері: Нова кров».

### Критика
Вебсайт-агрегатор рецензій Rotten Tomatoes повідомив про рейтинг схвалення 89 % на основі 35 рецензій критиків. У консенсусі критиків вебсайту йдеться: «Декстер ігнорує незначний випадок смерті та численні хибні кінцівки, щоб знову постати таким же життєздатним, як і завжди, у свідомо абсурдному продовженні, яке знову відкриває захопливі відчуття полювання». Metacritic, який використовує середньозважене значення, присвоїв оцінку 63 зі 100 на основі 15 критиків, що вказує на «загалом сприятливі» відгуки.